# Shadow of Intent
Shadow of Intent ist eine 2014 gegründete Deathcore-Band.

## Geschichte
Gegründet wurde Shadow of Intent im Jahr 2014 von den beiden Musikern Chris Wiseman und Ben Duerr als Internet-Band. Zu der Zeit der Gründung hatte Duerr bereits Halo-inspirierte Liedtexte verfasst, während Wiseman diverse Lieder komponiert hatte. Bereits Mitte des Jahres der Gründung erschien die EP Inferi Sententia mit fünf Titeln, die in Eigenregie produziert und lediglich auf digitaler Ebene veröffentlicht wurde.
Alle fünf Titel wurden auf dem im Januar des Jahres 2016 veröffentlichten Debütalbum Primordial erneut eingespielt. Als Gastmusiker im Stück The Cosmic Inquisitor ist Enterprise-Earth-Frontsänger Dan Watson zu hören. Im März des Jahres 2017 wurde das zweite Album Reclaimer für eine Veröffentlichung im Laufe des Jahres angekündigt. Zudem wurden mit Federico Zuccarelli, Keith Kohlhepp und Matt Kohanowski ein Gitarrist, ein Bassist und ein Schlagzeuger fest in die Band integriert. Am Entstehungsprozess des im April des Jahres 2017 veröffentlichten Albums waren Vildhjarta-Gitarrist Buster Odeholm und die Abigail-Williams-Session-Musikerin Kelsie Hargita beteiligt. Als Gastmusiker wirken Ingested-Sänger Jason Evans, Dickie Allen von Infant Annihilator und Abiotic, Aleksandr Shikolai von Slaughter to Prevail und der frühere Lorna-Shore-Sänger Tom Barber mit. Innerhalb der ersten Verkaufswoche wurden 500 Einheiten des Albums als Tonträger verkauft. Reclaimer erhielt bei einer Umfrage zum Album des Jahres 2017 von Metal Injection 72 Stimmen und damit 0,33 Prozent aller Stimmen der Leser des Onlineportals. Ende des Jahres 2017 verließ Federico Zucarrelli die Gruppe wieder, sodass diese seither als Quartett fungiert.
Am 1. Dezember des Jahres 2017 spielte die Band ihr allererstes Konzert im Webster Underground in Hartford im Bundesstaat Connecticut. Im Januar des Jahres 2018 wurde die Band zusammen mit Gruppen wie Dying Fetus, Kamelot und Morbid Angel für das New England Metal and Hardcore Fest im Palladium in Worcester bestätigt, ehe Shadow of Intent zwischen dem 13. und 24. April ihre erste Konzertreise durch mehrere Bundesstaaten der Vereinigten Staaten als Opener für Carnifex, Oceano und Winds of Plague absolvierte. Vom 8. Juni bis 13. Juli 2018 folgte die zweite Nordamerikatour als Opener für The Black Dahlia Murder und Whitechapel. Die Konzertreise wird auch von Aversions Crown und Fleshgod Apocalypse begleitet.
Am 6. April 2018 veröffentlichte die Band mit Underneath a Sullen Moon ein neues Lied. Im November und Dezember gleichen Jahres absolviert die Band gemeinsam mit Spite ihre erste Co-Headliner-Tournee durch die Vereinigten Staaten. Im Dezember 2018 gab die Band den Ausstieg des Schlagzeugers Matt Kohanowski und des Bassisten Keith Kohlhepp bekannt, die zwischenzeitlich durch Anthony Barone am Schlagzeug und Andrew Monias am E-Bass ersetzt wurden. Mitte Juni 2019 kündigte die Band ihr drittes Album, Melancholy, für den 16. August gleichen Jahres an. Als Gastmusiker ist Trevor Strnad von The Black Dahlia Murder zu hören. Innerhalb der ersten Woche nach der Veröffentlichung verkaufte sich das Album rund 1,700 mal in den Vereinigten Staaten.
Im September und Oktober 2019 tourte die Gruppe gemeinsam mit Despised Icon, Ingested und Kublai Khan durch die Vereinigten Staaten und Kanada, wobei die Tour auf diversen Terminen vereinzelt von Acts wie Angelmaker, Suffocation, Devourment und I Declare War unterstützt wird. Im August 2020 sollte die Gruppe erstmals auf dem Summer Breeze spielen, jedoch wurde das Festival Mitte April 2020, nachdem die bayerische Landesregierung im Zuge der weltweiten COVID-19-Pandemie ein generelles Verbot für Großveranstaltungen bis zum 31. August erlassen hat, vom Veranstalter abgesagt. Im August des Jahres 2020 verkündete die Gruppe den Ausstieg ihres Schlagzeugers Anthony Barone, welcher durch Bryce Butler von der Gruppe ersetzt wurde. Dieser spielte zur bei The Faceless sowie Abigail Williams und war Tourmanager der Gruppe während der Melancholy-Tournee.
Anfang Oktober 2021 veröffentlichte die Gruppe ein Musikvideo zum Lied From Ruin… We Rise und kündigte die Veröffentlichung ihres vierten Studioalbums Elegy für Januar 2022 an, welches über Blood Blast Distribution vertrieben wird. Eine ursprünglich für Anfang 2022 geplante Europatournee wurde auf Anfang des Jahres 2023 verschoben. Da die ursprünglich gebuchten Vorgruppen Aversions Crown und The Zenith Passage die neuen Daten nicht wahrnehmen konnten, wurden mit Enterprise Earth, Angelmaker und To the Grave neue Begleitbands verkündet. Die Tournee startet am 6. Januar und endet am 1. Februar 2023. Im Februar und März 2022 spielte die Gruppe gemeinsam mit Cannibal Corpse und Whitechapel eine Tourne in den Vereinigten Staaten. Zuvor absolvierte Shadow of Intent eine gemeinsame Konzertreise mit Born of Osiris und Signs of the Swarm.

## Stil
Shadow of Intent spielt eine melodische Variante des Deathcore mit Anleihen des Melodic Death Metal, der vergleichbar mit Cattle Decapitation, The Black Dahlia Murder und Make Them Suffer ist. Im Lied The Forsaken Effigy werden gar Vibes des 1990er-Jahre Hip-Hop und des Nu-Metals erkannt. Die Musik wird als „ein Bastard aus slammende Brutalität und technische Tödlichkeit“ beschrieben. Die symphonischen Einschübe erinnern dabei an Genrekollegen wie Fleshgod Apocalypse oder Make Them Suffer. Das Zusammenspiel von Wiseman und Kohanowski kreieren brutale Momentaufnahmen, die an Behemoth zu ihrer Black-Metal-Zeit erinnern. Auch erinnere die Musik von Shadow of Intent an den von Lorna Shore erfundenen symphonischen Blackened Technical Deathcore.
Ben Duerrs Schreigesang zeigt sich von Musikern wie Phil Bozeman von Whitechapel, Shagrath von Dimmu Borgir, Mikael Åkerfeldt von Opeth und Travis Ryan von Cattle Decapitation beeinflusst, während Wisemans Instrumentalspiel Einflüsse von As Blood Runs Black, The Black Dahlia Murder, Dream Theater, Septicflesh, Within the Ruins und Ovid’s Withering aufweist. Auch werden Behemoth und Job for a Cowboy als musikalische Einflüsse erkannt. Der Klargesang wird von Chris Wiseman übernommen. In einem Interview mit Metal1.info aus dem Jahr 2022 verriet Chris Wiseman, der die Lieder der Gruppe schreibt, dass einzelne Lieder auf dem vierten Album Elegy unter anderem von Hiroyuki Sawano inspiriert wurden.
Die Liedtexte, die hauptsächlich von Ben Duerr geschrieben werden, behandeln ausschließlich die Ereignisse der Computerspielserie Halo. Aufgrund dessen etablierte sich in der Deathcore-Szene der Begriff Halocore. Im April 2018 veröffentlichten Stück Underneath a Sullen Moon verarbeitet Sänger Ben Duerr indes einen gescheiterten Suizidversuch und verarbeitet die Frage, was passiert wäre, wäre der Suizid erfolgreich gewesen. Auf Elegy verarbeiten die Musiker überwiegend das Thema Krieg.

## Musikalische Projekte
Chris Wiseman ist Musiker in der US-amerikanischen Metalcore-Band Currents. Ben Duerr spielt des Weiteren in den Gruppen Desponents, Hollow Prophet und In Depths and Tides.
Der frühere Schlagzeuger Matt Kohanowski spielte in der Deathcore-Band Dealey Plaza und ist zurzeit Drummer bei Oceano. Der ehemalige Bassist Keith Kohlhepp war Teil der Metalband Proletariat und Federico Zuccarelli war ehemals Mitglied bei Construct Paradise.

## Bandname
Shadow of Intent ist der Name eines Flaggschiffs aus der Halo-Serie. Die Musiker wählten diesen Namen, weil sich die Liedtexte um die Spieleserie drehen und sie selbst große Fans der Spielserie sind.

## Diskografie
- 2014: Inferi Sententia (EP, Eigenproduktion)
- 2016: Primordial (Album, Eigenproduktion)
- 2017: Reclaimer (Album, Eigenproduktion)
- 2019: Melancholy (Album, Eigenproduktion)
- 2022: Elegy (Album, Eigenproduktion, Vertrieb über Blood Blast Distribution)
- 2025: "Imperium Delirium"